# 热戈塔

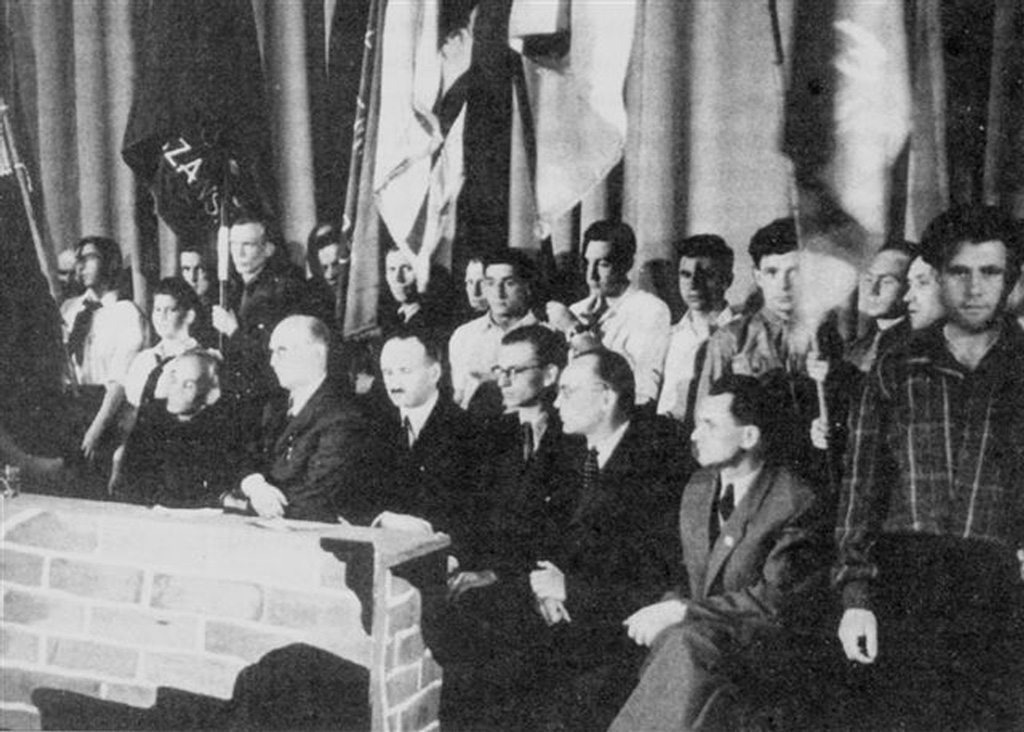
熱戈塔成員

猶太人援助委員會（波蘭語：Rada Pomocy Żydom）、代號热戈塔（波蘭語：Żegota）是一个波兰地下抵抗组织，受波蘭地下國管轄，于1942-45年活跃在德占波兰境內。波蘭反德人士创建热戈塔目的就是救助犹太人。热戈塔帮助過并最终拯救的犹太人数量没有准确数据，大概在几千到几万人之间。